# Chilothorax badenkoi
Chilothorax badenkoi är en skalbaggsart som beskrevs av Nikolajev 1987. Chilothorax badenkoi ingår i släktet Chilothorax och familjen Aphodiidae. Inga underarter finns listade i Catalogue of Life.